# Verity Ockenden
Verity Ockenden (* 31. August 1991 in Maidstone) ist eine britische Leichtathletin, die sich auf den Langstreckenlauf spezialisiert hat.

## Sportliche Laufbahn
Erste internationale Erfahrungen sammelte Verity Ockenden bei den Crosslauf-Europameisterschaften 2018 in Tilburg, bei denen sie auf den 20. Platz gelangte und in der Team-Wertung die Silbermedaille gewann. 2021 wurde sie im 3000-Meter-Lauf für die Halleneuropameisterschaften in Toruń nominiert und gewann dort überraschend in 8:46,60 min die Bronzemedaille hinter ihrer Landsfrau Amy-Eloise Markovc und Alice Finot aus Frankreich. Bei den Straßenlauf-Weltmeisterschaften 2023 in Riga belegte sie in 15:18 min den achten Platz über 5 km und bei den Straßenlauf-Europameisterschaften 2025 in Löwen wurde sie in 32:11 min Elfte im 10-km-Straßenlauf.
2023 wurde Ockenden britische Meisterin im 5-km-Straßenlauf.

## Persönliche Bestzeiten
- 1500 Meter: 4:09,34 min, 24. April 2021 in Phoenix
- 3000 Meter: 8:43,87 min, 9. Juli 2024 in Cork
  - 3000 Meter (Halle): 8:46,60 min, 5. März 2021 in Toruń
- 5000 Meter: 15:03,51 min, 15. Mai 2021 in Irvine
- 10.000 Meter: 31:43,70 min, 5. Juni 2021 in Birmingham
- 5-km-Straßenlauf: 15:18 min, 1. Oktober 2023 in Riga
- 10-km-Straßenlauf: 32:11 min, 13. April 2025 in Löwen